# Слободан Ђурић
Слободан Ђурић (Бајина Башта, 7. јул 1944 — Београд, 22. децембар 1976) био је српски глумац.

## Биографија
Ђурић је рођен 7. јула 1944. године у Бајиној Башти. Отац Благоје био је свештеник и професор родом из Хан Пијеска, из Врела, одакле су избјегли током Другог свјетског рата. Слободан је кратко радио у Југословенском драмском позоришту и живио у Београду. Спадао је у ред изузетно талентованих глумаца. Остаће упамћен по главној улози у комедији „Извињавамо се, много се извињавамо“. Погинуо је у 32. години у саобраћајној незгоди 22. децембра 1976. године у Београду. Иза себе је оставио супругу Богданку (Антоновић) Ђурић и ћерку Невену.
Остао је запамћен као рођени комичар, глумац чији је смисао за хумор и прилаз таквој тематици до данас непревазиђен.

## Улоге
| Год.       | Назив                                | Улога                  |
| ---------- | ------------------------------------ | ---------------------- |
| 1966.      | Време љубави                         | Станар (Данкина љубав) |
| 1967.      | Деца војводе Шмита                   | Слободан               |
| 1967.      | Боксери иду у рај                    | Харим                  |
| 1971.      | Сократова одбрана и смрт             | Кебет                  |
| 1971.      | Овчар                                | Шумар                  |
| 1972.      | Злочин и казна                       | Кох                    |
| 1972.      | Буба у уху                           | Рагби                  |
| 1972.      | Како                                 | млади Саша             |
| 1973.      | Једанаеста најтежа година            |                        |
| 1973.      | Јунак мог детињства (ТВ мини серија) |                        |
| 1973.      | Бећарски дивани                      |                        |
| 1974.      | Мистер Долар                         | Жан/Јован Тодоровић    |
| 1974.      | Лажа и Паралажа                      | Алекса                 |
| 1974.      | Наши очеви                           |                        |
| 1974.      | Драга тетка                          |                        |
| 1974.      | Јастук                               |                        |
| 1973−1974. | Позориште у кући 2                   | Сава                   |
| 1975.      | Синови                               |                        |
| 1975.      | Трећи за преферанс                   |                        |
| 1975.      | Љубичице                             | Потпуковник            |
| 1975.      | Позориште у кући 3                   | Сава                   |
| 1975.      | Живот је леп                         | Емил Јовановић         |
| 1976.      | Невидљиви човек                      | Инспектор Мргуд        |
| 1975.      | Павле Павловић                       | музички менаџер/Келнер |
| 1976.      | Кога чекаш куме                      |                        |
| 1976.      | Сјеверно од сунца                    | Младен                 |
| 1976.      | Извињавамо се, много се извињавамо   | Милић Барјактаревић    |
| 1977.      | Васа Железнова                       | Милан                  |
| 1977.      | Више од игре                         | Костоломац             |